# New York Liberty 2012
La stagione 2012 delle New York Liberty fu la 16ª nella WNBA per la franchigia.
Le New York Liberty arrivarono quarte nella Eastern Conference con un record di 15-19. Nei play-off persero la semifinale di conference con le Connecticut Sun (2-0).

## Roster
| N° | Naz.                   | Ruolo | Sportivo         | Anno | Alt. | Peso |
| -- | ---------------------- | ----- | ---------------- | ---- | ---- | ---- |
| 2  | Stati Uniti (bandiera) | G     | Kelly Miller     | 1978 | 178  | 64   |
| 5  | Stati Uniti (bandiera) | G     | Leilani Mitchell | 1985 | 165  | 59   |
| 14 | Stati Uniti (bandiera) | A     | Nicole Powell    | 1982 | 188  | 77   |
| 15 | Stati Uniti (bandiera) | C     | Kia Vaughn       | 1987 | 193  | 94   |
| 17 | Stati Uniti (bandiera) | GA    | Essence Carson   | 1986 | 183  | 75   |
| 21 | Stati Uniti (bandiera) | GA    | Alex Montgomery  | 1988 | 185  | 84   |
| 22 | Stati Uniti (bandiera) | A     | DeMya Walker     | 1977 | 191  | 91   |
| 23 | Stati Uniti (bandiera) | G     | Cappie Pondexter | 1983 | 175  | 73   |
| 30 | Stati Uniti (bandiera) | GA    | Katelan Redmon   | 1988 | 185  |      |
| 33 | Stati Uniti (bandiera) | A     | Plenette Pierson | 1981 | 188  | 81   |
| 45 | Stati Uniti (bandiera) | AC    | Kara Braxton     | 1983 | 198  | 102  |
| 52 | Stati Uniti (bandiera) | C     | Kelley Cain      | 1989 | 198  | 100  |

## Staff tecnico
- Allenatore: John Whisenant
- Vice-allenatori: Monique Ambers, Norm Ellenberger
- Preparatore atletico: Laura Ramus
- Preparatore fisico: Kevin Duffy